# Roger Gonnet
Pour les articles homonymes, voir Gonnet.
Roger Gonnet (né le 22 février 1941 à Gap) est un militant anti-sectes et écrivain français.

## Biographie

### Adhésion à la scientologie
Roger Gonnet est un ancien cadre dirigeant de l'Église de scientologie. Il déclare avoir été entraîné avec son épouse dans cette secte par un oncle et un ami de celui-ci, déjà scientologues. Son épouse et lui deviennent membres actifs de cette organisation, quittent leur emploi et sont rejoints par leurs enfants. 
En 1974, il crée, à Neuville-sur-Saône, la branche lyonnaise du mouvement, qu'il gère pendant huit ans. 

### Exclusion de la scientologie
En 1982, à la suite d'un désaccord avec sa hiérarchie, il est exclu du mouvement et en devient un opposant.

### Critique de la scientologie
Le 27 mars 1996, il crée un site opposé à la scientologie et en crée cinq autres ensuite.
En 1994, il écrit un livre, La Secte, paru sur internet et sur CD à 80 000 exemplaires dans .NET en juillet 1997, puis modifié en 1998 sur papier. Cet ouvrage est un témoignage sur la scientologie, dont il est bientôt considéré comme spécialiste. 
C'est à ce titre qu'il a été entendu, en 2006, par la commission d'enquête sur les sectes du parlement français. Il a aussi fourni des documents pour des enquêtes à charge contre la scientologie dans divers pays d'Europe, et a été entendu en application de plusieurs commissions rogatoires lancées par des juges d'instruction en France.
Le 6 mai 2008, il est apparu dans un reportage de l'émission 66 minutes et, par la suite, a été interviewé en compagnie de Mona Vasquez, par Marc-Olivier Fogiel, dans l'émission T'empêches tout le monde de dormir. 
Il a participé également à La scientologie, la vérité sur un mensonge, de Jean-Charles Deniau et Madeleine Sultan, passé sur France 2 en juin 2010.

## Œuvre
- Roger Gonnet, La secte : secte armée pour la guerre : chronique d'une « religion » commerciale à irresponsabilité illimitée, Roissy, Alban Éditions, 19 novembre 1998, 275 p. (ISBN 978-2-911751-04-2, lire en ligne), p. 275